# Пьер-Фанфан, Жозе-Карл
Жозе́-Карл Пьер-Фанфа́н (фр. José-Karl Pierre-Fanfan; 26 июля 1975, Сен-Поль-сюр-Мер, Франция) — французский футболист.

## Карьера

### Клубная
Начал карьеру в клубе «Дюнкерк», где он успел отыграть четыре сезона до перехода в «Ланс». В первом же сезоне помог клубу дойти до полуфинала Кубка УЕФА в 2000 году.
В 2001 году Жозе-Карл перешёл в «Монако», а в 2004 году перешёл в «Пари Сен-Жермен», где он, как и в «Лансе», отличился в Лиге чемпионов. Летом 2005 года Фанфан подписал контракт с шотландским «Рейнджерсом» и перешёл в шотландскую Премьер-лигу.
Во время сезона 2005/06 Фанфан не добился больших успехов. 31 августа 2006 года администрация «Рейнджерс» приняла решение освободить футболиста от игры в клубе.
После этого он находился больше года без клуба, пока его не подписал катарский клуб «Ас-Сайлия». В июне 2009 года Фанфан объявил о завершении карьеры.

### В сборной
Играя за сборную Мартиники, Фанфан не выигрывал престижных кубков, и лишь раз ему в составе команды удалось занять третье место в Кубке Карибских островов в 2001 году. Кроме того, сборная играла в первом раунде турнира в 1999 и 2005 годах.

## Достижения
- Чемпионат Франции:
  - Чемпион в 1997/98 («Ланс»)
  - Вице-чемпион в 2002/03 («Монако»), 2003/04 («Пари Сен-Жермен»)
- Кубок УЕФА:
  - Полуфиналист в 1999/00 («Ланс»)
- Кубок Франции:
  - Победитель в 2003/04 («Пари Сен-Жермен»)
- Кубок французской лиги:
  - Победитель в 1998/99 («Ланс») и в 2002/03 («Монако»)